# Calciomania
Calciomania è stato un programma televisivo italiano di genere calcistico, andato in onda su Italia 1 in seconda serata per tre stagioni, dal 1989 al 1992, con la conduzione di Cesare Cadeo, affiancato da diversi co-conduttori. La prima puntata è andata in onda il 25 agosto 1989. Inizialmente era trasmesso il venerdì (con replica il sabato mattina nella fascia del mezzogiorno), in seguito la messa in onda è stata posticipata al sabato.

## Il programma
Si trattava di una trasmissione di approfondimento sportivo, ispirata a Il processo del lunedì, della durata di un'ora, durante la quale il conduttore Cesare Cadeo, insieme a Maurizio Mosca, Paola Perego, Cristina Parodi e Luana Colussi, che si sono susseguiti nelle varie edizioni, analizzava le ultime notizie legate al mondo del calcio nazionale, con particolare riferimento alla giornata del Campionato di Serie A che si sarebbe disputata la domenica successiva.
La trasmissione ha segnato il debutto sulle reti Fininvest di Maurizio Mosca, sottratto da Odeon TV dove aveva ottenuto un buon successo nella trasmissione Forza Italia, che affiancava il ruolo di opinionista a quello di "alleggeritore" della trasmissione, per la quale preparava degli interventi goliardici. Nella stagione 1990-1991 il programma ospitava anche la rubrica "Indovina vip", curata da Massimo Boldi e Giampaolo Fabrizio, per sdrammatizzare ulteriormente le tematiche trattate durante la puntata. L'anno successivo ha fatto parte del cast anche l'attrice comica Alessandra Casella, che proponeva il suo "TG Gruber", parodiando Lilli Gruber del TG1.
La trasmissione, che non andava in onda in diretta (all'epoca ancora vietata alle televisioni private perché prerogativa della Televisione di Stato), vedeva la partecipazione in qualità di vallette di Roberta Donati, Raffaella De Simone e Linda Lorenzi e veniva registrata nello studio 1 del Palazzo dei Cigni di Milano 2.
Ospiti fissi della trasmissione erano Ruud Gullit, Gianluca Vialli e Aldo Serena.

### Accoglienza e successo
La trasmissione ha ottenuto un buon successo di pubblico e di critica in tutte e tre le sue edizioni, vincendo anche un Telegatto nel 1990 nella categoria "Migliore trasmissione sportiva".
Al termine della stagione 1991-1992, Fininvest decise di non riproporre per un'ulteriore edizione la trasmissione, preferendo rafforzare il neonato varietà calcistico del lunedì sera Mai dire gol, data la presenza in palinsesto di un altro programma calcistico, Pressing, dove trovò spazio da quella stagione televisiva Luana Colussi, che era stata la presenza fissa dell'ultima edizione.
Il programma è andato in onda nella prima edizione dal 25 agosto 1989 al 1º giugno 1990, nella seconda dal 7 settembre 1990 al 31 maggio 1991 e nella terza e ultima dal 31 agosto 1991 al 23 maggio 1992.